# Etmopterus perryi
Espèce
Statut de conservation UICN

 DD  : Données insuffisantes
Etmopterus perryi ou Sagre Elfe est une espèce de requins de la famille des Etmopteridae.

## Distribution
Cette espèce bathy-benthique se rencontre dans la mer des Caraïbes au large de la Colombie et du Venezuela.

## L'un des 3 plus petits requins
C'est l'une des trois espèces de requins les plus petites (la taille adulte est estimée à 17 cm de long).
Les deux autres variétés de requin aussi petits sont le requin nain et le requin chat pygmée.

## Reproduction
Etmopterus perryi est ovovivipare. À leur naissance, les requins mesurent environ 6 cm. 

## Publication originale
- Springer & Burgess, 1985 : Two new dwarf dogsharks (Etmopterus, Squalidae) found off the Caribbean coast of Colombia. Copeia, vol. 1985, n. 3, p. 584-591.